# Ilex lonicerifolia
Ilex lonicerifolia — вид квіткових рослин з родини падубових.

## Морфологічна характеристика
Це вічнозелене невелике й середнє дерево до 17 метрів заввишки. Прилистки трикутні, дрібні. Ніжка листка 4–15 мм, запушена чи злегка ворсиста, адаксіально (верх) неглибоко бороздчаста. Листова пластина довгаста або видовжено-еліптична, рідше яйцювато-еліптична, 4–11 × 2–4,5 см, край цільний, загнутий, верхівка коротко загострена, гостра чи тупа. Плід червоний, яйцеподібно-кулястий, 5–7 мм у діаметрі. Квітне у квітні — липні; плодить у липні.

## Поширення
Ареал: Тайвань. Населяє гірські та вічнозелені ліси; від низьких до середніх висот.